# Allen & Overy
Allen & Overy è una società multinazionale di studi legali ubicata nel quartiere londinese di Spitalfields, in One Bishops Square, con 44 uffici in 31 Paesi tra Europa, Africa, Asia-Pacifico, Medio Oriente, Nord America e America Latina.
Lo studio fa parte del prestigioso Magic Circle britannico, ed è altresì annoverato nella classificazione Global Elite delle società legali internazionali.

## Storia
La fondazione di Allen & Overy avvenne nella Città di Londra il 1º gennaio 1930 ad opera di George Allen e Thomas Overy, precedentemente soci dello studio Roney & Co, con la finalità di costituire una practice commerciale. Nel 1936, Allen lavorò come consigliere del re Edoardo VIII durante la crisi istituzionale del 1936 e, allo scoppio della seconda guerra mondiale, lo studio si era già affermato saldamente come uno dei principali nell'intero Regno Unito.
All'interno del Magic Circle, Allen & Overy è, dopo Clifford Chance, la società con il fatturato maggiore (1,69 miliardi di sterline al 2020), che la rendono il 10° studio legale al mondo.

## In Italia
Dal 1998, in seguito alla fusione tra lo studio Brosio, Casati e Associati ed Allen & Overy, la società opera stabilmente in Italia con due uffici a Roma e Milano.